# مری لسکر
مری وودارد لسکر (زاده ۳۰ نوامبر ۱۹۰۰ - مرگ ۲۱ فوریه ۱۹۹۴) فعال ضد سرطان آمریکایی است. او تلاش بسیاری برای افزایش بودجه تحقیقات حوزه سلامت و پزشکی انجام داد و بنیاد لسکر را به همین منظور تأسیس نمود.

## زندگی شخصی
مادر مری، سارا جانسون، در دههٔ ۱۸۸۰ از ایرلند به آمریکا مهاجرت کرده و به عنوان فروشنده در شیکاگو مشغول به کار شده بود و چنان در کار خود موفق بود که تبدیل به یکی از مدیران فروش با بالاترین دستمزد شد. مری در مورد مادرش نوشت: «او زنی بود که هر چیزی را که می‌خواست می‌توانست بفروشد.»
مری لسکر اولین کارش را در گالری فروش تابلوهای هنری اروپایی در نیویورک به دست آورد، یک حرفه سخت که بیش از هر چیزی به زیرکی و شم اقتصادی فرد بستگی داشت. در اواسط دهه ۱۹۳۰، لسکر گالری را ترک کرد و شرکت نساجی Hollywood patterns را تأسیس کرد. این شرکت بسیار موفق بود و او را به یک زن تاجر فوق‌العاده موفق و قدرتمند مبدل نمود.
مری لسکر در سال ۱۹۳۹، آلبرت لسکر را که رئیس شصت ساله شرکتی تبلیغاتی بود ملاقات کرد و ۱۵ ماه بعد از آن با او ازدواج کرد.
مری هنگامی که جوان بود مادرش را بر اثر عوارض ناشی از سکته قلبی از دست داد. او بعد از این حادثه مأموریت جدید خود را یافت: «من علیه سکته قلبی و سرطان مبارزه خواهم کرد». مبارزه علیه سرطان را به همراه همسرش آلبرت لسکر آغاز نمود. اما پس از مدت کوتاهی همسرش را نیز به دلیل سرطان از دست داد. مری تا آخر عمر از مبارزه علیه سرطان دست نکشید. از قضا، آژانس تبلیغاتی همسرش سیگار کشیدن را با شعار «L.S.M.F.T. – شانس خوب به معنای دخانیات خوب» تبلیغ کرده بود خطرات سیگار کشیدن در آن دوران به خوبی شناخته نشده بود. در واقع، مسئولیت ویژه آلبرت در شرکت او این بود که زنان بیشتری سیگار بکشند، زیرا آنها به عنوان سیگاری بسیار عقب از مردان بودند.
لسکر و همسرش از پیشنهاد بیمه درمانی ملی در زمان رئیس‌جمهور هری ترومن حمایت کردند. پس از شکست آن، لسکر بودجه تحقیقاتی را بهترین راه برای ارتقا بهداشت عمومی دانست.
در سال ۱۹۴۲ او و شوهرش با هم بنیاد لسکر را برای ارتقاء تحقیقات پزشکی به‌وجود آوردند. جایزه لسکر معتبرترین جایزه آمریکایی در تحقیقات پزشکی محسوب می‌شود.از سال ۲۰۱۵، هشتاد و هفت برنده لسکر برای دریافت جایزه نوبل ادامه داده‌اند.
لسکر و همسرش اولین کسانی بودند که از قدرت تبلیغات و تبلیغات مدرن برای مبارزه با سرطان استفاده کردند. آنها به انجمن کنترل سرطان آمریکا پیوستند که در آن زمان کم‌کار و بی‌اثر بود. آنها آن را به انجمن سرطان آمریکا تبدیل کردند و هیئت مدیره آنرا کنار زدند. لسکر و همسرش پس از آن مبالغی را جمع‌آوری کردند و مقدار زیادی از آن را در کار تحقیق گذاشتند. انجمن سرطان آمریکا همچنین از طریق مبارزات ضد سیگار برای پیشگیری و مبارزه با سرطان ریه اقدام کرد. آنها با استفاده از زمان مساوی تبلیغات در تلویزیون قادر به مقابله با تبلیغات سیگار با پیام‌های خود بودند.
در سال ۱۹۷۰، کنگره آمریکا قانون منع تبلیغات سیگار در تلویزیون را تصویب کرد، بنابراین، تبلیغات ضد سیگار نیز متوقف شد.
وی پس از مرگ همسرش، کمیته ملی آموزش بهداشت را تأسیس کرد.
وی نقش‌های عمده ای در ارتقا و گسترش مؤسسه ملی سلامت داشت، و باعث شد که بودجه آن تا ۲۰۰۰ برابر از ۲٫۴ میلیون دلار در ۱۹۴۵ به ۵٫۵ میلیارد دلار در ۱۹۸۵. افزایش یابد.
لسکر در لابی النور روزولت برای تأیید تلاش‌های لیندون جانسون برای انتخاب شدن به عنوان نامزد دموکرات ۱۹۶۰ برجسته بود.
لیدی برد جانسون بارها در کتاب "دفتر خاطرات کاخ سفید" در مورد لسکر نوشت و خانه او را "جذاب" خواند مانند مکانی برای جواهرات "و تشکر از او برای هدیه دادن پیاز گل نرگس برای پارکینگ‌های کنار رود پوتوماک و برای هزاران بوته آزالیا، زغال‌اخته گلدار و سایر گیاهان که در خیابان پنسیلوانیا قرار داده شود”.
لسکر همچنین در تأمین بودجه دولت ایالات متحده برای جنگ علیه سرطان در سال ۱۹۷۱ نقش مهمی داشت.

## دفاع از سلامت عام
در سال ۱۹۳۸ او رئیس فدراسیون کنترل تولد آمریکا، پیشگام فدراسیون فرزندپروری تنظیم‌شده شد. 

## عضو هیئت مدیره شرکت هواپیمایی برانیف
در ۱۵ سپتامبر ۱۹۷۱، خانم لاسکر به عضویت هیئت مدیره شرکت هواپیمایی برانیف ایرویز انتخاب شد. وی بعد از بس کلارک برانیف همسر توماس المر برانیف، بنیانگذار شرکت، که پس از مرگ نابهنگام همسرش در ژانویه ۱۹۵۴ به عضویت هیئت مدیره انتخاب شد، تنها دومین زن عضو هیئت مدیره برانیف بود.انتصاب مری لاسکر به هیئت مدیره برانیف نادر بود. اوبه گروه بسیار کوچکی از زنان پیوست که مدیر یک شرکت بزرگ آمریکایی شدند.

## جوائز و تقدیر
مری لاسکر دریافت کننده نشان افتخار آزادی رئیس‌جمهوری در سال ۱۹۶۹ است. جایزه چهار آزادی ۱۹۸۷ و مدال طلای کنگره در سال ۱۹۸۹ می‌باشد.  جایزه خدمات عمومی مری وودارد لاسکر به افتخار وی در سال ۲۰۰۰ تغییر نام داد. در ۱۴ مه ۲۰۰۹ خدمات پستی ایالات متحده از لاسکر با صدور تمبر با ارزش اسمی ۷۸ سنت که توسط مارک سامرز طراحی شده بود، تجلیل کرد.  این تمبر تا حدودی به عنوان به رسمیت شناخته شدن تعهد مجدد دولت ایالات متحده در تأمین بودجه تحقیقات زیست پزشکی منتشر شد. مراسمی نیزدر زادگاه لاسکر در ۱۵ مه ۲۰۰۹ برگزار شد.

## سازمان‌ها و گروه‌ها
- فرزندپروری تنظیم‌شده
- بنیاد لسکر
- مؤسسه ملی سلامت
- انجمن سرطان آمریکا
- موزه هنر مدرن
- انجمن قلب آمریکا